# German Open 1981
Die German Open 1981 im Badminton fanden vom 7. März bis zum 8. März 1981 in Mülheim an der Ruhr statt. 

## Austragungsort
Sporthalle Carl-Diehm-Straße

## Sieger und Platzierte
| Disziplin    | Gold                           | Silber                         | Bronze                                |
| ------------ | ------------------------------ | ------------------------------ | ------------------------------------- |
| Herreneinzel | Misbun Sidek                   | Syed Modi                      | Andy Goode                            |
| Herreneinzel | Misbun Sidek                   | Syed Modi                      | Gert Helsholt                         |
| Dameneinzel  | Hiroe Yuki                     | Sally Leadbeater               | Gillian Gilks                         |
| Dameneinzel  | Hiroe Yuki                     | Sally Leadbeater               | Pia Nielsen                           |
| Herrendoppel | Duncan Bridge Martin Dew       | Razif Sidek Jalani Sidek       | Steen Fladberg Jan Hammergaard Hansen |
| Herrendoppel | Duncan Bridge Martin Dew       | Razif Sidek Jalani Sidek       | Bengt Fröman Christian Lundberg       |
| Damendoppel  | Gillian Gilks Paula Kilvington | Karen Chapman Sally Leadbeater | Kumiko Taira Shigemi Kawamura         |
| Damendoppel  | Gillian Gilks Paula Kilvington | Karen Chapman Sally Leadbeater | Karin Kucki Vera Martini              |
| Mixed        | Steen Fladberg Pia Nielsen     | Rob Ridder Marjan Ridder       | Billy Gilliland Karen Chapman         |
| Mixed        | Steen Fladberg Pia Nielsen     | Rob Ridder Marjan Ridder       | Martin Dew Helen Troke                |

## Finalergebnisse
| Disziplin    | Sieger                         | Finalist                       | Ergebnis            |
| ------------ | ------------------------------ | ------------------------------ | ------------------- |
| Herreneinzel | Misbun Sidek                   | Syed Modi                      | 18-17, 15-10        |
| Dameneinzel  | Hiroe Yuki                     | Sally Leadbeater               | 12-11, 11-9         |
| Herrendoppel | Duncan Bridge Martin Dew       | Razif Sidek Jalani Sidek       | 15-6, 11-15, 15-9   |
| Damendoppel  | Gillian Gilks Paula Kilvington | Karen Chapman Sally Leadbeater | 15-8, 15-7          |
| Mixed        | Steen Fladberg Pia Nielsen     | Rob Ridder Marjan Ridder       | 12-15, 15-10, 15-10 |